# Revue de Téhéran
Ne doit pas être confondu avec Journal de Téhéran.
La Revue de Téhéran est un magazine mensuel iranien de langue française consacré à la culture et aux traditions iraniennes. 

## Historique
Créé en octobre 2005, il dépend de la Fondation Ettela'at, qui édite, outre son quotidien du même nom, des publications scientifiques et culturelles.
Basé à Téhéran, seul magazine iranien en langue française, au-delà de sa diffusion en Iran, il est également diffusé par abonnement en France et dans plusieurs pays francophones. 
Sa ligne éditoriale tend à promouvoir la connaissance de l'Iran et de la culture iranienne auprès d'un public francophone mais également à promouvoir le français en Iran, dans une volonté affichée de participer ainsi, même modestement, au « dialogue des civilisations ». 
En 2006, Élodie Bernard devint journaliste puis correspondante à Paris de La Revue de Téhéran.